# كأس إل جي الدولية (كرة القدم)

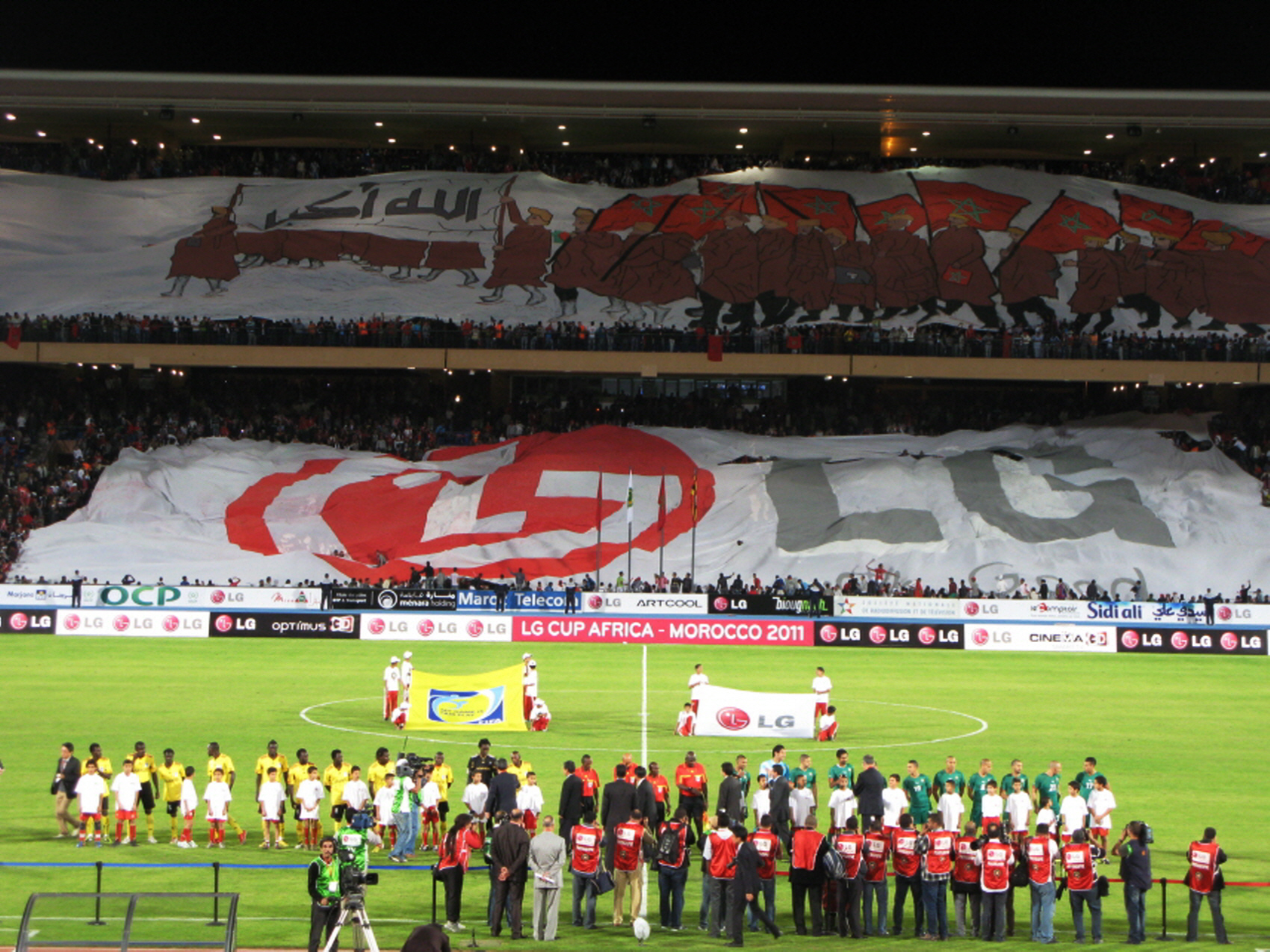
كأس إل جي عام 2011

كأس إل جي الدولية وهي بطولة كرة قدم دولية ودية تحت تنظيم ورعاية شركة إل جي إلكترونيكس الكورية الجنوبية، أقيمت لأور مرة في تونس سنة 1997 وفازت بها تونس، لعبت لحد الآن 21 نسخة على مر السنين، وتعتبر إيران الأكثر تتويجا بلقب البطولة برصيد أربع مرات.

## النسخ
| النسخة | السنة | المضيف                   | المشاركون                                                                | الملاعب المضيفة                                              | البطل                    |
| ------ | ----- | ------------------------ | ------------------------------------------------------------------------ | ------------------------------------------------------------ | ------------------------ |
| 1      | 1997  | تونس                     | - تونس - نيجيريا - زامبيا - الكاميرون                                    | الملعب الأولمبي بالمنزه، مدينة تونس، تونس                    | تونس                     |
| 2      | 1998  | إيران                    | - إيران - جامايكا - المجر - مقدونيا                                      | ملعب آزادي، طهران، إيران                                     | المجر                    |
| 3      | 1999  | المغرب                   | - المغرب - فرنسا - الكاميرون - غينيا                                     | المركب الرياضي محمد الخامس، الدار البيضاء، المغرب            | فرنسا                    |
| 4      | 2000  | إيران                    | - إيران - كوريا الجنوبية - مصر - مقدونيا                                 | ملعب آزادي، طهران، إيران                                     | كوريا الجنوبية           |
| 5      | 2000  | الإمارات العربية المتحدة | - الإمارات العربية المتحدة - كوريا الجنوبية - أستراليا - الكويت          | ملعب آل مكتوم، دبي، الإمارات العربية المتحدة                 | الإمارات العربية المتحدة |
| 6      | 2001  | مصر                      | - مصر - كوريا الجنوبية - إيران - كندا                                    | ملعب القاهرة الدولي، القاهرة، مصر                            | كوريا الجنوبية           |
| 7      | 2001  | إيران                    | - إيران - جنوب إفريقيا - عمان - البوسنة والهرسك                          | ملعب آزادي، طهران، إيران                                     | إيران                    |
| 8      | 2002  | روسيا                    | - روسيا - بيلاروس - أوكرانيا - يوغوسلافيا                                | ملعب لوكوموتيف، موسكو، روسيا                                 | بيلاروس                  |
| 9      | 2002  | فيتنام                   | - سنغافورة - الهند - فيتنام - فيتنام - تايلاند - Persegres Gresik United | ملعب تونغ نهات، هو تشي منه، فيتنام                           | الهند                    |
| 10     | 2002  | المغرب                   | - المغرب - الجزائر - إيران - فنزويلا                                     | المركب الرياضي محمد الخامس، الدار البيضاء، المغرب            | إيران                    |
| 11     | 2002  | إيران                    | - إيران - باراغواي - المغرب - جنوب إفريقيا                               | Takhti Stadium [الإنجليزية] (تبريز)                          | إيران                    |
| 12     | 2003  | نيجيريا                  | - نيجيريا - الكاميرون - إيران - غانا                                     | ملعب أبوجا، أبوجا، نيجيريا ملعب لاغوس الوطني، لاغوس، نيجيريا | نيجيريا                  |
| 13     | 2003  | إيران                    | - إيران - الأوروغواي - الكاميرون - العراق                                | ملعب آزادي، طهران، إيران                                     | الأوروغواي               |
| 14     | 2004  | نيجيريا                  | - نيجيريا - السنغال - ليبيا - الأردن                                     | ملعب لاغوس الوطني، لاغوس، نيجيريا                            | السنغال                  |
| 15     | 2004  | ليبيا                    | - ليبيا - الإكوادور - الأردن - نيجيريا                                   | ملعب 11 يونيو، طرابلس، ليبيا                                 | ليبيا                    |
| 16     | 2005  | مصر                      | - مصر - السنغال - الإكوادور - أوغندا                                     | ملعب القاهرة الدولي، القاهرة، مصر                            | مصر                      |
| 17     | 2006  | السعودية                 | - كوريا الجنوبية - اليونان - السعودية - فنلندا                           | ملعب الأمير فيصل بن فهد، الرياض، السعودية                    | كوريا الجنوبية           |
| 18     | 2006  | تونس                     | - تونس - الأوروغواي - بيلاروس - ليبيا                                    | الملعب الأولمبي برادس، رادس، تونس                            | الأوروغواي               |
| 19     | 2006  | الأردن                   | - الأردن - إيران - العراق                                                | ملعب عمان الدولي، عمان، الأردن                               | إيران                    |
| 20     | 2011  | كينيا                    | - كينيا - السودان                                                        | ملعب نيايو الوطني، نيروبي، كينيا                             | السودان                  |
| 21     | 2011  | المغرب                   | - الكاميرون - المغرب - السودان - أوغندا                                  | ملعب مراكش، مراكش، المغرب                                    | الكاميرون                |